# メルボルン港
メルボルン港 (Port of Melbourne) はメルボルン都心西部に位置する、オーストラリア最大の港湾である。港湾施設はポートフィリップ湾北端のヤラ川河口付近に広がっており、ジーロング港付近を除くポートフィリップ湾全体の航路がメルボルン港管理下にある。

## 航路と取り扱い品目
メルボルン港の総取扱量の7割近くは国際貨物で、世界300以上の港へ航路がある。3割強を占める国内貨物のなかでは、タスマニア州との間の取扱量が7割以上を占める。
貨物取扱量の67 %がコンテナ化されており、主要なコンテナ貨物としては、乳製品・穀物・野菜の輸出、出版物・電気製品・野菜の輸入が挙げられる。一方非コンテナ貨物としては、自動車・穀物の輸出、原油・自動車・セメントの輸入が挙げられる。
東部に位置するステイションピアにはタスマニア州への旅客・カーフェリーなどが発着している。

## 交通
港内には標準軌の貨物線が乗り入れているほか、シティーリンクの出入り口もある。またステイションピアー近傍まで路面電車の109系統が乗り入れている。

## 拡張計画
2008年から、スーパーコンテナ船の通航を可能にするためのポートフィリップ湾の浚渫工事を実施しているが、自然環境上の懸念が議論されている。

## 関連港湾
パートナー港湾
- フィラデルフィア港

姉妹港湾
- オークランド港
- 大阪港

貿易協力港湾
- 横浜港

友好港湾
- 天津港